# Hades Rise
Hades Rise är det norska black metal/thrash metal-bandet Aura Noir fjärde fullängds studioalbum. Albumet utgavs 2008 av skivbolaget Peaceville Records.

## Låtlista
1. "Hades Rise" – 3:26
2. "Gaping Grave Awaits" – 4:01
3. "Unleash The Demon" – 3:48
4. "Pestilent Streams" – 3:26
5. "Schitzoid Paranoid" – 2:45
6. "Death Mask" – 3:36
7. "Shadows of Death" – 5:48
8. "Iron Night/Torment Storm" – 5:09
9. "South American Death" – 3:13
10. "The Stalker" – 3:08

Text och musik: Agressor (spår 1, 2, 4, 5, 7, 8, 10), Apollyon (spår 3, 6, 9)

## Medverkande
Musiker (Aura Noir-medlemmar)
- Aggressor (Carl-Michael Eide) – sång, gitarr, basgitarr
- Apollyon (Ole Jørgen Moe) – gitarr, sång, basgitarr, trummor

Bidragande musiker
- Blasphemer (Rune Eriksen) – sologitarr (spår 3, 6, 8)
- Danny Coralles – sologitarr (spår 2)

Produktion
- Aura Noir – producent
- Justin Bartlett – omslagsdesign
- Carl-Michael Eide – omslagsdesign

### Fotnoter
1. ↑  Hades Rise på discogs.com